# Bujur Tengah
Bujur Tengah is een bestuurslaag in het regentschap Pamekasan van de provincie Oost-Java, Indonesië. Bujur Tengah telt 10.816 inwoners (volkstelling 2010).